# Хајнрих Хајне
Кристијан Јохан Хајнрих Хајне (Диселдорф, 13. децембар 1797 — Париз, 17. фебруар 1856) био је немачки песник активан у периоду прелаза од романтизма ка реализму.

## Биографија
Рођен је у богатој породици јеврејског банкара и трговца. Покушао је да се посвети, мада нерадо, обичној грађанској каријери, али не успева. У Диселдорфу, Хајнеовом родном граду, био је снажан утицај Француза тако да је он посећивао француску гимназију. Исто тако, то је у њему пробудило изразиту антипатију према Пруској.
- 1817. пише прве љубавне песме, које су објављене у једном немачком часопису. У Бону започиње студије права, филозофије и књижевности.
- 1821. године се пребацује на Универзитет у Берлину, па има прилику да слуша Хегела и многе друге угледне професоре.

Прве песме и путовања
- 1822. године објављује прве песме, које се одмах издвајају својим оригиналним стилом и ироничном одбијању сваких илузија. У њима се осећа велики утицај писаца које је нарочито ценио, Бајрона и Фукеа.
- 1825. године прелази у протестантску веру и добија име Хајнрих, уместо оригиналног Хари. Исте године дипломира на Универзитету у Гетингену.
- 1826. постаје познат, након објављивања Слика с путовања, где у замишљеном дневнику са пута говори о фантастичним и моралним темама, угледајући се на Стерна и Жан Пола.
- 1826. иде на краткотрајни пут у Енглеску, где су се јавили његови интереси за актуелна политичка дешавања, али и где уједињује све своје песме у једну Књигу песама.
- 1827. излази дефинитивна редакција Књиге песама.
- 1828. године путује у Италију, а сећања са овог пута објављује 1836. у књизи Фирентинске ноћи.

## Француски период
Због кризе у својој земљи, Хајне одлучује да се пресели у много слободнију Француску, где је започео да се виђа и да посећује, како немачке емигранте (Хумболт, Вагнер), тако и многе француске интелектуалце, међу којима и Балзака и Виктора Игоа. Године 1835. објављује важну студију о историји филозофије и религије у Немачкој, а исте године студија бива и забрањена. У тим годинама, у којима је боравио у Француској, сарађивао је са различитим немачким часописима, а истовремено је и писао извештаје на француском, о ситуацији у Немачкој.
Осим споменутих дела, Хајне је објавио и многе сатиричке списе, као и две сатиричне епске песме Ата Трол (1843) и Немачка, зимска бајка (1844). Немачка, зимска бајка постаје једна од најважнијих књига у немачкој књижевности. Има политички карактер и у њој Хајне отворено признаје утицај Карла Маркса, са којим је био у пријатељским односима.
Збирку поезије Романесеро објављује 1851, где са дубоком филозофском и етичком озбиљношћу описује патње које је подносио због болести (атрофија мишића) и због које је лежао у кревету осам дугих година.
Дело Разни списи из 1854, садржи расправе о јеврејској и хришћанској вери, либерализму и комунизму. Ово дело означава крај његове политичке и књижевне активности.
Умире у Паризу 17. фебруара 1856 после дуготрајне борбе са парализом и атрофијом мишића.

## Поетика
Хајне је користио немачки језик за састављање стихова и био је један од ретких који су то умели да раде, па је тиме стекао изузетну славу, као најуспелији у свој генерацији после Гетеа. У стиховима је постигао највећу популарност преузимањем пучког певљивог тона немачке народне песме. Хајнеове песме су толико мелодичне да су их често компоновали многи композитори.
Психолошку стварност коју је створио у делима подстакнута је носталгичним сећањем на две велике несрећне љубави (према рођакама Амали и Терези), али и на другим темама (природи, политичким идејама, животу, савременом друштву), па је на тај начин успео да у својој поезији досегне изузетно значајне висине.
Умео је да се поиграва са стилистичким способностима, дајући својим стиховима објективан тон, чак и када је изражавао лична осећања.
Оригиналност Хајнеове поезије огледа се у томе што је настојао да негира сваки сентиментализам, што му је дозвољавало да користи предмете романтизма са иронијом и реализмом.

## Преводи на српском језику
Према књижевном историчару Мирку Кривокапићу, Хајне је најчешће превођен песник на српски језик али и песник превођен са најмање успеха. Он наводи превод Бранимижа Живојинива као најбољи на српском.
Прве Хајнеове песме су објављене на српском језику после песникове смрти. Тако, 1861. године, у часопису „Даница“, две песме из „Лирског интермеца“ и једну из циклуса „Млађане патње“ превео је Дамјан Павловић (1840–1866). Отада почиње Хајнеов утицај на српску књижевност. Прву књигу Хајнеових стихова („Лирски интермецо“) издао је Алекса Шантић у Мостару, у издању књижарнице Пахера и Кисића, 1897. године.
Велики број српских преводилаца бавило се превођењем Хајнеових стихова: Дамјан Павловић, Стојан Новаковић, Алекса Шантић, Јован Јовановић-Змај, Јеремија Живановић, Јован Грчић Миленко, Милорад Шапчанин, Риста Одавић, Мита Ракић, Милан Димовић, Бошко Петровић, Велимир Живојиновић Масука.

### Значајнија издања Хајнеових дела у Србији и Југославији
- ХАЈНЕ, Хајнрих: Идеје или Књига ле гранд Год Х. Хајна; с немачког превео Мита Ракић. - Београд: В. Валожић, 1877. - 147 стр.; 15 цм.[3]
- ХАЈНЕ, Хајнрих: О Енглеској / Х. Хајне; с немачког превео Мита Ракић. - (Београд : 6. и.), 1879 (Београд: Државна штампарија). - 133 стр.; 16 цм.
- ХАЈНЕ, Хајнрих: Лирски интермецо: пјесме Ханриха Хајнеа. Књ. 3 / (превео) Алекса Шантић - У Мостару: Пахер и Кисић, 1897. - 52 стр.: илустр.; 17 цм.
- ХАЈНЕ, Хајнрих: Лирски интермецо: пјесме Хајнриха Хајнеа / (превео) Алекса Шантић; с приказом Марка цара - 2 попуњено илустровано изд. - У Мостару: Издавачка књижница Пахери Кисића, 1898. - 67 стр.: илустр.; 18 цм.
- ХАЈНЕ, Хајнрих: Лирски интермецо / Х.Хеине; превео Алекса Шантић; предговор Марка Цара. - (3. измењено издање). - Београд; Сарајево: И. Ђ. Љурђевић, 1919 (Срајево: Босанска пошта). - 48 стр.; 16 цм. - (Мала библиотека; 199).
- ХАЈНЕ, Хајнрих: Флорентинске ноћи / Х (Хајнрих) Хајне; превео Никола Половина - Београд; Сарајево: И. Ђ. Ђурђевић, 1921 (Сарајево: Босанска пошта). - 110 стр..; 15 цм. - (Мала библиотека; 176-79- Предговор / В. Живој(и)новић: стр. 4-16.
- ХАЈНЕ, Хајнрих: Из Хајнеове лирике (превео) Алекса Шантић. - Мостар: Т. Дудић, 1923 (Сарајево: „Обод“).
- ХАЈНЕ, Хајнрих: Девојке и жене у Шекспировим делима | превео с немачког Жив. Петровић - Београд: Штампарија Драг. Грегорића, 1926, 122 стр.
- ХАЈНЕ; Хајнрих:Идеје ! Хајне: преводи са немачког Никола С. Половина и Паулина Албала. - Београд, 236 стр. ; 20 цм. - (Савремена библиотека)
- XAJHE, Хајнрих: Пут по Харцу / Хајнрих Хајне; (превели И. и Д. Лисичар,tas превео Велимир Живојиновић; илустрације Абахадин Хоџић). - Београд. Савез новинара Југославије, 1950 (Београд: Омладина). - 133 стр:: илустр., 17 мм. -Хумористичка библиотека „Јежа
- ХАЈНЕ, Хајнрих: Увод у „Дон Кихота“ / Хајнрих Хајне: стр. (5) -18. У: СЕРВАНТЕС Сааведра, Мигел де. Велеумни племић Дон Кихот од Манче. 1! Мигел Be Сервантес Сааведра; илустрације Гистава Дореа, (превео Ђорђе Поповић). - Београд: Ново поколење, 17 52 (Београд. Култура). - 273 стр. ИЛУСТР» 90 um. - Светски писци
- НАЈNЕ, Hajnrih: Iz kritike 1publicistike: članci 1 fragment / Heimrich Heine; (preveo Nenad Jovanović). - Beograd: Kultura, 1957 (Beograd: Kultura). - 495 str; 20 cm.
- HAJNE, Hajnrih: ag i, Pjesme / Hajnrih Hayne, (priredio Miodrag Maksimović; рrеveo Vjekoslav Majer... &t al.). - (t- \zd.). - Beograd: Rad, 1964
- Хајнрих Хајне Немачка: Ата Трол / Хајнирх Хајне; (превео Слободан Глумац). - Београд: СКЗ, 1968. - ХМГ 217 стр.; 19 цм. - (Српска књижевна задруга; 414 Превод дела: Deutschland ein Wintermarcuhen; Atta troll; ein Sommernachttraum - Поглед на Хајнеа / Бранимир ЖивоЈоновић: Поговор / С. Глумац: стр. 211-214
- ХАЈНЕ, Хајнрих: Био је диван месец мај: изабране љубавне песме / Хејнрих Хајне; избор и превод Бранимир Живојиновић. - Београд: Вајат, 1989 ((Београд): Просвета). - 114 стр.; 17 цм - (Трагање за Еуридиком: љубавна поезија свих народа и времена; трагање 7)

### Значајнији радови о Хајнеру у Срба и других јужнословенских народа
- БАУЕР, Ернест: Хеинрицх Хеине код Хрвата и Срба, „Обзор, 23/1932, 291, с. 5[3]
- ГАВРИН, Мира: Хеине у Хрватској лирици. Прерадовић ı Хелтне, „Зборник радова философског факултета", Књ. ИИ Загреб, 1954, с. 255-276.
- ГРЧИЋ, Јован: Хајнрих Хајне, „Бранково коло“, 1904, 50, с. 1604-05. -
- ГРЧИЋ, Јован: Флорентинисцхе Нацхте у српском преводу, „Бранково коло, 1904, 50, с. 1604-1605
- ГРЧИЋ, Јован: Хајне у нас, „Бранково коло , 1906, с. 254-255: 319; 348.
- ДИМИТРИЈЕВИЋЈ. П.: Хајне у преводима Миме Ракића, „Српски књижевни гласник“, ХХ/1908, 8, с. 600-616.
- ЂОРЂЕВИЋ, др Милош: „Поговор” у: Х Хеине: Из критике и публицистике, Култура, Београд, 1957, с. 289-294.
- ЖИВОЈИНОВИЋ, Бранимир: „Поглед на Хајнеа“. Предговор у: Хајнрих Хајне: Немачка “ Ата Трол, СКЗ; коло ЛХИ, Књ. 414. Београд, 1968. с. ВИИ-XВИ.
- ЛАУЕР, Реинхард: Heine in Serbien. Die Bedeulung, Heinrich Haines fur die Entnjiklung, der serbischem Literator 1847-1918. -Inaugural-Dissertatton zur Etlangung des Doktorgrades an der Philosophischen Fakultat der Johan Njolfgang, Goethe-Universitat" zu Franfurt am Met, 1961.
- МАКСИМОВИЋ, Миодраг: „Поговор" у: Хајнрих Хајне: Песме, 1964, ц. 97-102
- МАНОЈЛОВИЋ, Теодор: Хајнрих Хајне, Књижевност, 1957.
- МЕДЕНИЦА, Рад. Хајне, 1379-87: „Мисао“, XVI / 1924, ц. 1169-78, 1232-43; 130313; 1452-59; 1543-53. ИР)
- Н.(АЗОР), В. (ЛАДИМИР): „Поговр у: Владимир Назор: Хеинеове пјесме, Књижара Васић, Загреб, 1932, 5. 171-173.
- ПЕТРИС, Хијацинт: Владимир Назор ı Хеинрицх Хетне, „дана“, II/1932, 9, 5. 142-3.
- ПЕТРОВИЋ, Бошко: О Хајнеу, „Летопис Матице српске“, 362/1948, с. 224-232.
- РУЖИЋ, Доброслав: Хајнрих Хајне, Београд, 1903. (Из „Дела“, књ. ХХVII / XXVIII)
- САБИЋА, Л.: Да ли је небо папир било... „Нада“, Сарајево, 1/1895, 6, с. 110-111
- САВИЋ- Ребац, Аница: Алекса Шантић: „Из Ханеове лирике“, „Српски књи.жевни гласник“, Х/1924, с. 472
- САМЛАИМЋ, Е.: Готтлиеб као преводилац Хајнеа, „Оманут“, Ш/1939, 7/8, с. 98-119
- СКЕРЛИЋ, Јован: „Хајне у српским преводима“, Писци и књиге, ТУ, с. 195-196
- СЛИЈЕПЧЕВИЋ, Перо: Огледи, Београд, 1934.
- ТРИВУНАЦ; Милош: О Хајнеу, „Српски књижевни гласник, 1906, с. 358-363 и 441-446
- ХЕРГЕШИЋ, Иво: „Хеинрицх Хеине као новелист“, Поговор у: Хеинрицх Хеине: Флорентинске ноћи, Зора, Загреб 1951.
- ХЕРГБШИЦ, Иво: „Хеинрицх Хеине“. Поговор у: Хеинрицх Хеине: Поезија, Зора, Гаргеђ 1951, 5. 141-170
- ЦАР, Марко: Моје симпатије, Хеинрик Хајне, „Стражилово“, ВИ/1893, Н 35, с. 552-54: 572.76
- ЦАР, Марко: Хајне у српском преводу, „Бранково коло“, 1898, 2, с. 60, 1467
- ЦАР, Марко: „Лирски интермецо“, Предговор у: Х. Неине: Лирски интермецо; превео: Алекса Шантић Издање: И. Ђ. Бурђевић, Београд, Београд-Сарајево. 1919, с. 3-11
- ЦАР, Марко: „Предговор“ у Х. Хајне: Идеје; Београд, 1930.
- ШКРЕБ, др Зденко: „Хеинрицх Хеине“. Предговор у: Хеинрицх Хеине: Слике с путовања, Култура, Загреб, 1954. с. 7-26
- ШКРЕБ, др Зденко: „Трагови њемачке поезије у Шеноиним стиховима“, Рад, св. 290, с. 129-196
- ШКРЕБ, др Зденко: „између романтизма и реализма. Хеинрицх Неине“. У: Повијест свјетске књижевности, Књига У „уредио: Виктор Жмегач, Либер-Младост, Загреб, 1974, с. 147-147